# F.V.D. Doris
Die F.V.D. Doris (später Akaflieg Dresden D-B2 Doris) war ein einsitziges Gleitflugzeug des Flugtechnischen Vereins Dresden (FVD) mit Flügelsteuerung.

## Geschichte
Nach dem in Zusammenarbeit mit der TH Dresden entwickelten Stehaufchen entstand als zweite eigene Konstruktion des Flugtechnischen Vereins ein Doris genannter Eindecker. Ausgelegt als Experimentalflugzeug sollte mit diesem die zuvor vom Aachener Erich Offermann erstmals erprobte und von Friedrich Harth erfolgreich eingesetzte Flügelsteuerung zum Einsatz kommen. Man versprach sich davon eine schnelle Reaktionsfähigkeit auf Strömungsfeldänderungen im Hangflug. Nach Gründung der Akaflieg Dresden wurde das Gleitflugzeug D-B2 genannt.

## Konstruktion
Horst Muttray und Reinhold Seifert entwarfen einen Schulterdecker, dessen einholmiger, vierteiliger Tragflügel (Profil im Mittelbereich Gö 441, zum Randbogen symmetrisch gestrakt) mittig auf einer schmalen Rumpfschneide auflag und durch Strebenpaare bei jeweils etwa einem Drittel der Spannweite im Bereich des Holmes gegen den Rumpf abgefangen war. Die Oberseite der Flügelvorderkante und der Randbogen waren sperrholzbeplankt, der Rest stoffbespannt. Voneinander unabhängig um die Querachse drehbar gelagerte Tragflügelhälften erlaubten über Stoßstangen die Einstellwinkeländerung und damit Änderung der Auftriebsverteilung am Flügel. Dadurch war die Steuerung um die Längsachse möglich. Die Tragflächenteile wurden bei Seitwärtsbewegen des Steuerknüppels unterschiedlich stark gegen die Strömung angestellt. Bei Vor- oder Zurückbewegung („Drücken“ und „Ziehen“) wurden die Einstellwinkel auf beiden Seiten im gleichen Maße geändert. Der 60 cm breite Holzrumpf mit rechteckigem Querschnitt in Fachwerkbauweise verjüngte sich nach hinten, war im vorderen Teil sperrholzbeplankt und ab der Flügelhinterkante stoffbespannt. Zwei gummiklotzgedämpfe Eschenkufen und ein Sporn am Heck bildeten das Fahrwerk. Die Dämpfungsfläche des 3,30 m breiten Höhenleitwerks konnte über einen Hebel am Steuerknüppel verstellt werden, das 1 m hohe Seitenleitwerk hatte ein 65 cm tiefes Seitenruder.

## Nutzung
Das Flugzeug fuhr zum Rhönwettbewerb 1922 auf der Wasserkuppe. Eine Abnahme durch die Technische Kommission verlief beanstandungslos. Beim Vorflug machte Muttray allerdings Bruch. Der Unfall wurde auf die für den Piloten ungewohnte Steuerung zurückgeführt, sodass der Verstellhebel für die Flossentrimmung beim im November 1922 abgeschlossenen Wiederaufbau an anderer Stelle platziert wurde. In der Folge flog das Flugzeug auf dem Vereinsfluggelände bei Geising im Erzgebirge.

## Technische Daten
| Kenngröße        | Daten      |
| ---------------- | ---------- |
| Besatzung        | 1          |
| Länge            | 5,30 m     |
| Spannweite       | 12,20 m    |
| Höhe             |            |
| Flügelfläche     | 15,5 m²    |
| Flügelstreckung  | 9,6        |
| Leermasse        | 118,5 kg   |
| Flugmasse        | 195,0 kg   |
| Flächenbelastung | 12,6 kg/m² |
| Gleitzahl        | 14,6       |